# Atahualpa (monitor)
Le monitor Atahualpa  de la marine péruvienne a été acheté à l'Union Navy en 1868, avec son sister-ship l'Manco Cápac, et a participé à la Guerre du Pacifique (1879-1884). Il a été sabordé par son propre équipage le 16 juillet 1881.

## Historique

### Construction et mise en service
Il s'appelait à l'origine de USS Catawba, un monitor américain  de classe Canonicus, parmi les 9 qui ont été construits pour l' Union Navy pendant la guerre de Sécession. Achevé peu de temps après la fin de la guerre, Catawba a été mis en réserve jusqu'à ce qu'il soit vendu à ses constructeurs Alexander Swift & Company, en 1868, puis revendu au Pérou, pour servir de batterie flottante de défense côtière. Il a été rebaptisé Atahualpa, du nom du dernier empereur Inca. 

### Actions navales
Campagne de 1877 :
Lorsque le soulèvement du Huáscar, qui a eu lieu en 1877, Atahualpa faisait partie de la Division navale des opérations du Sud, sous le commandement du capitaine Juan Guillermo More et également composé de la frégate blindée Independencia, de la corvette Unión et de la canonnière Pilcomayo, envoyée par le président Mariano Ignacio Prado afin de capturer le navire rebelle. Cette même année, ses machines ont été réparées, mais les chaudières n'ont pas été changées en raison du manque de temps dû au soulèvement du Huáscar. Plus tard, le gouvernement n'a pas jugé bon de changer les chaudières pour éviter un nouveau soulèvement dans la marine.
Campagne de la guerre du Pacifique :
Lorsque la guerre du Pacifique a commencé le 5 avril 1879, il faisait partie, avec Manco Cápac de la 3e Division navale après avoir reçu l'ordre d'aller à Arica, en tant que batterie flottante pour la défense du port, mais en raison du mauvais état de ses chaudières, son transfert n'a pas été possible, car, en mai 1879, il s'est arrêté à la hauteur de l'île San Lorenzo devant Callao, lorsque ses moteurs se sont effondrés. Il avait auparavant défendu le port de Lima lors du blocus opéré par la marine chilienne. Le 16 janvier 1881, après les batailles de San Juan, Chorrillos et Miraflores, qui ont eu lieu les 13 et 15 janvier, ses canons ont été retirés et il a été coulé, avec le reste de l'escadre pour ne pas être pris par l'ennemi.
Après la guerre, le monitor a été récupéré et il est devenu un ponton de stockage jusqu'à ce qu'il soit finalement détruit quelque temps au début du 20e siècle.